# Acrotomodes olivacea
Acrotomodes olivacea är en fjärilsart som beskrevs av Max Joseph Bastelberger 1908. Acrotomodes olivacea ingår i släktet Acrotomodes och familjen mätare. Inga underarter finns listade i Catalogue of Life.